# 卫道观前潘宅
卫道观前潘宅，又名“礼耕堂”，位于江苏省苏州市姑苏区卫道观前18号，平江路东侧，后通混堂巷。

## 历史
由徽州富商潘麟兆建于1787年（清乾隆五十二年）。1982年被列为苏州市文物保护单位。2013年列为第七批全国重点文物保护单位。
礼耕堂规模宏大，全宅分五路六进，建筑面积达7500平方米。原有八座砖雕门楼，现有三座保存完好，雕刻工巧。